# Formula 1 Esports Series
Die  Formula 1 Esports Series ist ein professionelles E-Sport-Programm, das von der Formel 1 gefördert wird. Das Programm wurde 2017 ins Leben gerufen, um das offizielle Formel-1-Videospiel und seine Spieler-Gemeinschaft einzubinden und einen neuen Weg für größeres Engagement für den Formel-1-Sport zu bieten. Im Jahr 2018 schlossen sich die offiziellen Formel-1-Teams erstmals dem Programm an, um ihre eigenen E-Sport-Teams zu gründen, die an der Formula 1 Esports Series-Meisterschaft teilnehmen.

## Geschichte
Die erste Formel-1-Esports-Serie wurde am 21. August 2017 angekündigt, wobei die Qualifikations- und Finalphasen im offiziellen Formel-1-Videospiel der Meisterschaft 2017 ausgetragen werden sollten. Über 60.000 Spieler nahmen an der Eröffnungsserie teil, die von 123 Ländern auf der ganzen Welt verfolgt wurde und über 20 Millionen Impressionen in den sozialen Medien generierte. Brendon Leigh aus Großbritannien war der erste Champion der Serie.
2021 reagiert die Formula 1 Esports Series darauf, dass bisher noch keine Frau in der Meisterschaft teilnahm. Eine „Women's Wildcard“ wurde eingeführt, bei der sich Frauen durch ein Zeitfahren auf der virtuellen Silverstone Rennstrecke ohne reguläre Teilnahme an den Challenger und wöchentlichen Events für die „Pro Exhibition“ qualifizieren können.

## Bisherige Ausrichtungen
Die Formula 1 Esports Series wird seit 2017 Jährlich im Videospiel des Entwicklers Codemasters ausgetragen. Bisher erfolgreichster deutscher Sportler ist Marcel Kiefer (Mercedes-AMG Petronas Esports) mit dem Sieg der Konstrukteursweltmeisterschaft 2020 und einem 3. Platz in der Fahrerwertung (damals noch Red Bull Racing Esports).
| Jahr    | Spiel   | Austragungsort                                   | Weltmeister        | Konstrukteursweltmeister      |
| ------- | ------- | ------------------------------------------------ | ------------------ | ----------------------------- |
| 2017    | F1 2017 | Yas Marina Circuit, Vereinigte Arabische Emirate | Brendon Leigh      | Nicht vergeben                |
| 2018    | F1 2018 | Gfinity Esports Arena, Vereinigtes Königreich    | Brendon Leigh      | Mercedes-AMG Petronas Esports |
| 2019    | F1 2019 | Gfinity Esports Arena, Vereinigtes Königreich    | David Tonizza      | Red Bull Racing Esports       |
| 2020    | F1 2020 | Online                                           | Jarno Opmeer       | Red Bull Racing Esports       |
| 2021    | F1 2021 | Online                                           | Jarno Opmeer       | Mercedes-AMG Petronas Esports |
| 2022    | F1 22   | Online                                           | Lucas Blakeley     | McLaren Shadow                |
| 2023–24 | F1 23   | Jönköping, Stockholm                             | Frederik Rasmussen | Scuderia Ferrari Esports Team |
| 2025    | F1 24   | Stockholm                                        | Jarno Opmeer       | Oracle Red Bull Sim Racing    |

## F1 Esports Virtual GP
Als Reaktion auf die COVID-19-Pandemie, die die Verschiebung oder Absage mehrerer Formel-1-Grand-Prix-Rennen zur Folge hatte, wurde in der ersten Hälfte des Jahres 2020 die Virtual Grand Prix Series veranstaltet, an der aktuelle und ehemalige F1-Rennfahrer sowie Athleten aus anderen Sportarten, Prominente und Content Creators teilnahmen. Der erste Virtual Grand Prix fand am 22. März statt und wurde von Zhou Guanyu gewonnen. Insgesamt wurden acht Virtual Grands Prix ausgetragen, wobei George Russell nach vier Siegen zum inoffiziellen Champion gekrönt wurde. Eine verkürzte Virtual-Grand-Prix-Serie mit drei Rennen fand auch während der Vorsaison 2021 statt. Auch hier gewann Russell.